# 集美大学诚毅学院
集美大学诚毅学院是2003年经中华人民共和国教育部批准设立的由集美大学与福建集美大学教育发展基金会一起舉辦的独立学院，地处厦门集美学村。诚毅学院利用集美大学的教育资源，以独立学院的运作机制进行办学。